# Ді-Графф (Міннесота)
Ді-Графф (англ. De Graff) — місто (англ. city) в США, в окрузі Свіфт штату Міннесота. Населення — 110 осіб (2020).

## Географія
Ді-Графф розташоване за координатами 45°15′35″ пн. ш. 95°28′7″ зх. д. / 45.25972° пн. ш. 95.46861° зх. д. (45.259788, -95.468518).  За даними Бюро перепису населення США в 2010 році місто мало площу 2,10 км², уся площа — суходіл.

## Демографія
Згідно з переписом 2010 року, у місті мешкало 115 осіб у 53 домогосподарствах у складі 34 родин. Густота населення становила 55 осіб/км².  Було 67 помешкань (32/км²).
Расовий склад населення:
| - 94,8 % — білих - 4,3 % — чорних або афроамериканців |

До двох чи більше рас належало 0,9 %. Частка іспаномовних становила 0,0 % від усіх жителів.
За віковим діапазоном населення розподілялося таким чином: 15,7 % — особи молодші 18 років, 73,9 % — особи у віці 18—64 років, 10,4 % — особи у віці 65 років та старші. Медіана віку мешканця становила 45,3 року. На 100 осіб жіночої статі у місті припадало 117,0 чоловіків;  на 100 жінок у віці від 18 років та старших — 120,5 чоловіків також старших 18 років.
Середній дохід на одне домашнє господарство  становив 46 338 доларів США (медіана — 40 313), а середній дохід на одну сім'ю — 54 261 долар (медіана — 63 750). Медіана доходів становила 41 000 доларів для чоловіків та 22 188 доларів для жінок. За межею бідності перебувало 23,0 % осіб, у тому числі 51,7 % дітей у віці до 18 років та 0,0 % осіб у віці 65 років та старших.
Цивільне працевлаштоване населення становило 72 особи. Основні галузі зайнятості: виробництво — 26,4 %, будівництво — 18,1 %, освіта, охорона здоров'я та соціальна допомога — 12,5 %, оптова торгівля — 9,7 %.